# Max Abraham
Max Abraham (n. 26 martie 1875, Danzig, Imperiul German – d. 16 noiembrie 1922, München, Republica de la Weimar) a fost fizician german, care a contribuit semnificativ la teoria electronilor, elaborând, de asemenea, lucrări importante în domeniul electrodinamicii și a teoriei relativității.
A fost profesor universitar la Göttingen. A introdus noțiunea de moment magnetic și a arătat că masa electronului crește proporțional cu viteza lui.

## Opere
- Abraham, M. (1902). „Dynamik des Electrons”. Göttinger Nachrichten: 20–41.
- Abraham, M. (1902). „Prinzipien der Dynamik des Elektrons”. Physikalische Zeitschrift. 4 (1b): 57–62.
- Abraham, M. (1903). „Prinzipien der Dynamik des Elektrons”. Annalen der Physik. 10: 105–179.
- Abraham, M. (1904). „Die Grundhypothesen der Elektronentheorie”. Physikalische Zeitschrift. 5: 576–579.
- Abraham, M. (1904). „Zur Theorie der Strahlung und des Strahlungsdruckes”. Annalen der Physik. 14: 236–287. Arhivat din original la 11 iunie 2007. Accesat în 26 martie 2012.
- Abraham, M. & Föppl. A. (1904). Theorie der Elektrizität: Einführung in die Maxwellsche Theorie der Elektrizität. Leipzig: Teubner.
- Abraham, M. (1905). Theorie der Elektrizität: Elektromagnetische Theorie der Strahlung. Leipzig: Teubner.
- Abraham, M. (1912). „Relativitaet und Gravitation. Erwiderung auf eine Bemerkung des Herrn A. Einstein”. Annalen der Physik. 38: 1056–1058.
- Abraham, M. (1912). „Nochmals Relativitaet und Gravitation. Bemerkungen zu A. Einsteins Erwiderung”. Annalen der Physik. 39: 444–448.
- Abraham, M. (1914). „Die neue Mechanik”. Scientia. 15: 8–27.